# Corvera de Asturias
Corvera de Asturias ou Corvera des Asturies est une commune (concejo) située dans la communauté autonome des Asturies en Espagne. Elle est située dans la zone centrale de la principauté, entre Gijón et Avilés, et appartient à la circonscription d'Avilés, dont elle partage certains services publics. Elle est bordée au nord par les communes d'Avilés et de Gozón, à l'est par Carreño et Gijón, au sud par Llanera et Illas, et à l'ouest par Castrillón.
Sa population est d'environ 15 612 habitants (INE 2023). Elle a connu une forte croissance après l'installation d'une aciérie Ensidesa (aujourd'hui Arcelor).
On y trouve également des espaces naturels où l'on peut pratiquer des sports, comme le lac de barrage de Trasona, et des itinéraires de randonnée, car, comme presque tout le reste des Asturies, elle possède des zones couvertes de forêts et de montagnes. 

## Paroisses
La commune de Corvera se compose de 7 paroisses civiles :
- Trasona (Tresona) ;
- Las Vegas (Les Vegues) ;
- Los Campos ;
- Villa ;
- Molleda ;
- Cancienes, qui comprend le village de Nubledo, où se trouve la mairie ;
- Solís.